# Jim Stewart (producer)
Jim Stewart (Middleton (Tennessee), 29 juli 1930 – Memphis (Tennessee), 5 december 2022) was een Amerikaanse producer en platenbaas die medeoprichter was van Stax Records.
Stewarts muziekcarrière startte als violist in countrymuziek, maar hij achtte zichzelf niet talentvol genoeg en besloot een muzieklabel op te richten. Eind jaren 50 begon hij met Satellite Records. Met financiële hulp van zijn zuster kon hij het label uitbouwen tot Stax Records. Bij dit label verschenen albums van bekende artiesten als Otis Redding, Isaac Hayes en Sam & Dave. In 1976 ging het label failliet.
Stewart overleed op 5 december 2022 in een ziekenhuis in Memphis. Hij werd 92 jaar oud.